# 土耳其的反叙利亚难民情绪
反叙利亚情绪是一种歧视和种族主义做法，其根源是对土耳其境内敘利亞人的恐惧、仇恨、不安全、敌意、羞辱和类似感受。随着2011年叙利亚内战爆发，来到土耳其的叙利亚人在很多方面都受到歧视。研究员塞奈·厄兹登 (Şenay Özden) 表示，随着难民永久留在土耳其的想法的出现，针对土耳其境内叙利亚人的种族主义态度和言论有所增加。 92% 居住在土耳其境内的叙利亚人受到歧视。
国际移民组织对 636 人进行的一项研究表明，近一半的参与者认为叙利亚人是“天赋较差的种族”。此外，三分之一的参与者表示，他们认为叙利亚难民不是战争的受害者。尽管超过一半的参与者表示他们每天都会遇到叙利亚人，但只有22%的人表示他们与叙利亚人有过接触。 
一些人将土耳其的经济问题和失业与叙利亚难民联系起来。据称，这些问题强化了对叙利亚人的负面看法，并进一步引发种族主义。研究表明，特别是社会经济弱势群体将叙利亚难民视为经济问题的罪魁祸首。 有报告称，经济形势疲弱的国家反叙利亚情绪最为强烈，主要原因是叙利亚难民在需要廉价劳动力的行业工作。

还有人认为叙利亚难民应对租金上涨和市场价格上涨负责。庇护和移民研究中心主任梅廷·乔拉巴蒂尔表示，对叙利亚人的这种偏见和种族主义态度的原因是社交媒体上的错误信息。此外，非政府组织和研究人员表示，媒体发布的新闻中针对叙利亚人的语言和风格引发了针对叙利亚人的种族主义攻击和行为，他们指责社交媒体上出现反叙利亚帖子。 国家向叙利亚人提供的援助缺乏透明度，增加了社会上的仇恨言论。 

与此相一致，根据2021年在加济安泰普进行的一项研究，确定叙利亚人最关心的问题是种族主义和经济问题。  同样，根据庇护和移民研究中心的 Metin Çorabatır 的说法，土耳其的所有叙利亚人都面临种族主义言论和行为。
老师们表示，一些叙利亚学生始终处于排斥和压迫的心理之中，因此出现了超出规则限度的行为。在有叙利亚人的学校工作并患有職業過勞的教师表示学校暴力有所增加。 